# Улица Достоевского (Москва)
Улица Достое́вского (до 1954 года — Новая Божедомка) — улица в Москве в Тверском районе (ЦАО) и в районе Марьина Роща (СВАО), между Суворовской площадью и площадью Борьбы. Названа в 1954 году в честь писателя Фёдора Достоевского, который провёл на этой улице своё детство и отрочество. Сейчас в его доме находится музей-квартира. Изначально улица называлась Новая Божедомка и являлась продолжением Старой Божедомки, ныне улица Дурова.

## Расположение
Улица Достоевского проходит с юго-востока на северо-запад, начинается как продолжение улицы Дурова от Суворовской площади, однако автомобильное движение начинается только от безымянного переулка, который огибает с северо-запада театр Советской армии и выходит на Институтский переулок. Улица Достоевского пересекает переулки Достоевского и Чернышевского, улицу Образцова и выходит на площадь Борьбы, заканчиваясь на Перуновском переулке.

## Примечательные здания и сооружения
По нечётной стороне:

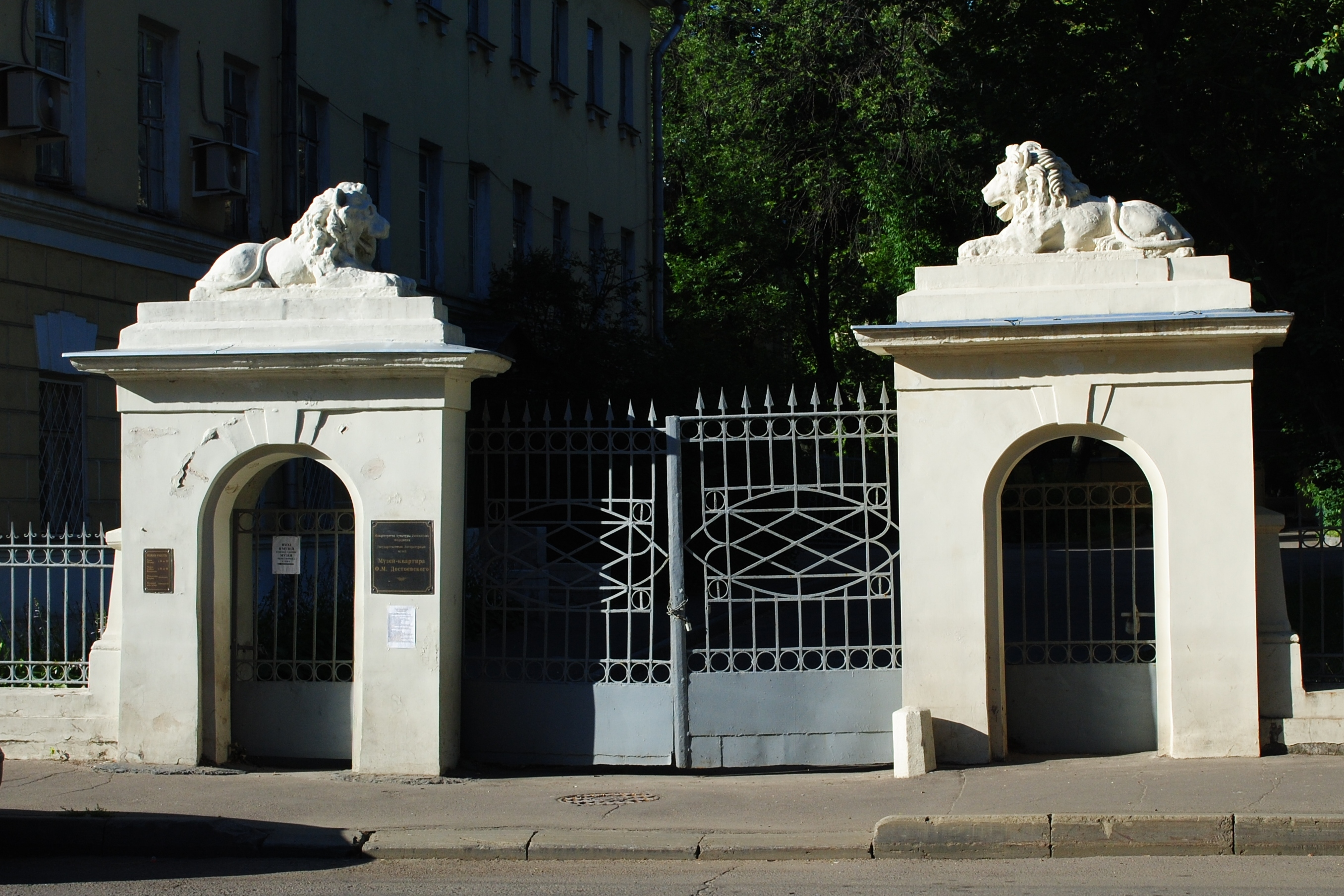
Музей-квартира Ф. М. Достоевского, въездные ворота

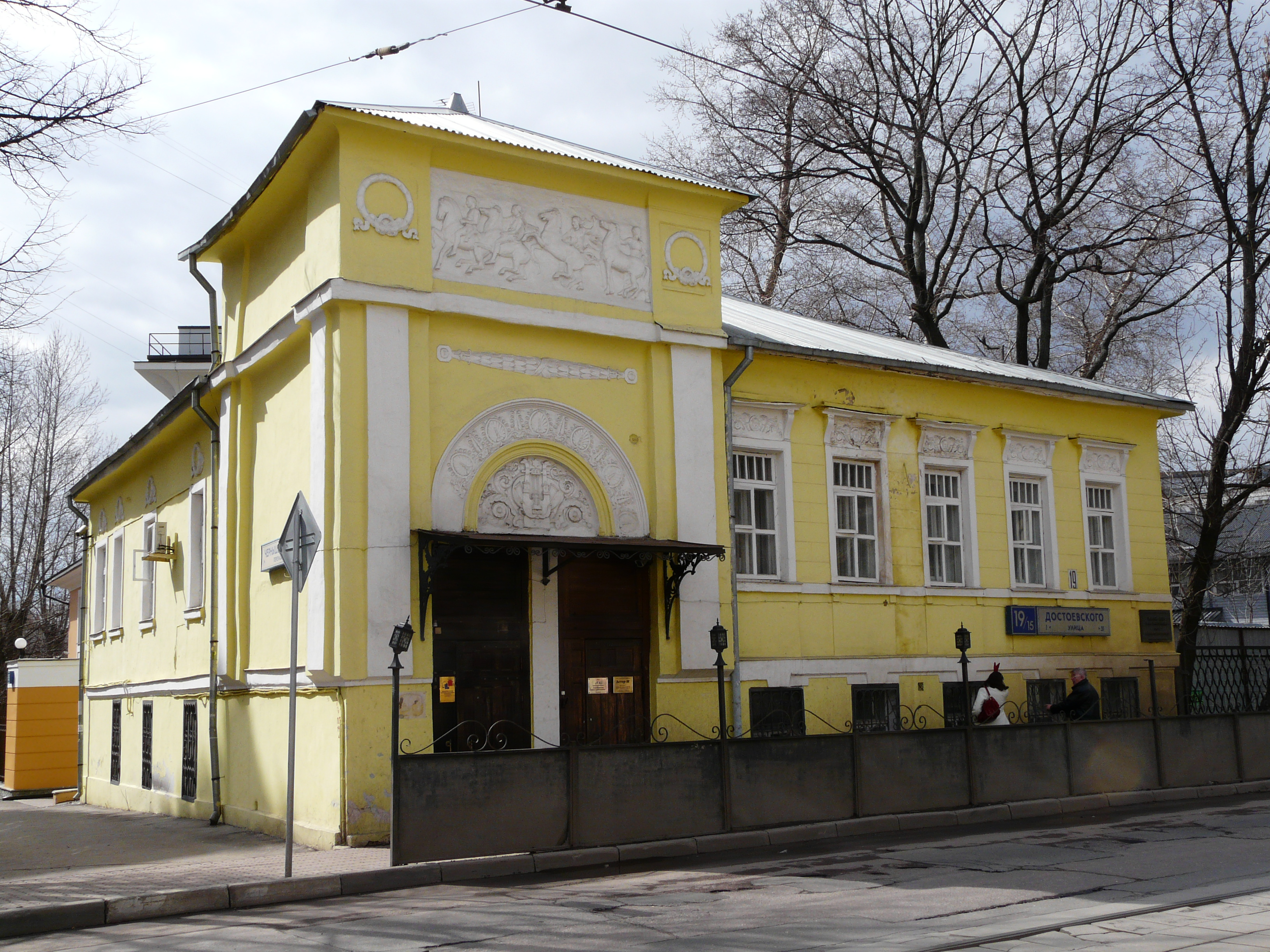
Дом Мануйлова, 2011 г.

- № 1/21 — Радиочастотный центр Центрального федерального округа.
- № 19, стр. 1 — Дом Мануйлова, построенный в 1910—1912 по проекту архитектора Николая Жерихова. С 1992 года имел статус объекта культурного наследия. Разрушен по решению собственника в 2012 году, после предписания Мосгорнаследия дом восстановили, однако исторический облик был искажён, утрачены оригинальные рельефы и изразцовая печь[1].
- № 19/15 — Некоммерческий фонд «Национальный фонд развития здравоохранения»; ООО «Астер-М».
- № 25-27, строение 1 — Школьное здание (1937, архитектор К. И. Джус-Даниленко), ныне — школа № 1275 (с углублённым изучением французского языка).
- № 31/33 — Городская клиническая больница № 59. В рамках гражданской инициативы «Последний адрес» на доме установлен мемориальный знак с именем доцента МГУ, преподавателя истории и философии естествознания Юделя Рувимовича Закгейма[2], расстрелянного в годы сталинских репрессий.

По чётной стороне:
- № 2 — Музей-квартира Ф. М. Достоевского (филиал Государственного Литературного музея).
- № 4 — Мариинская больница для бедных и Александровский женский институт (1803—1806, архитекторы А. А. Михайлов, Д. И. Жилярди, Д. Кваренги), сейчас — НИИ Фтизиопульмонологии (Московская медицинская академия им. И. М. Сеченова); Российское общество фтизиатров.